# V574 Андромеды
V574 Андромеды (лат. V574 Andromedae) — одиночная переменная звезда в созвездии Андромеды на расстоянии (вычисленном из значения параллакса) приблизительно 15606 световых лет (около 4785 парсеков) от Солнца. Видимая звёздная величина звезды — от +10,3m до +10m.

## Характеристики
V574 Андромеды — оранжевая пульсирующая медленная неправильная переменная звезда (LB) спектрального класса K. Эффективная температура — около 3734 K.